# Chananan Pombuppha
Chananan Pombuppha (en tailandés: ชนานันท์ ป้อมบุปผา; Pathum Thani, Tailandia; 17 de marzo de 1992) es un futbolista de Tailandia que juega en las posiciones de extremo y delantero. Desde el 2024 juega con el BG Pathum United de la Liga de Tailandia.

## Carrera

### Club
| Periodo   | Club                       | Apariciones | Goles |
| --------- | -------------------------- | ----------- | ----- |
| 2008–2010 | Muangthong United          | 18          | 2     |
| 2010–2011 | Police United FC           | 26          | 6     |
| 2012–2014 | Osotspa FC                 | 58          | 25    |
| 2015–2016 | Muangthong United          | 29          | 11    |
| 2016      | → BEC Tero Sasana (cedido) | 18          | 5     |
| 2016–2019 | Suphanburi FC              | 80          | 17    |
| 2019–2023 | Bangkok United             | 52          | 11    |
| 2024–2025 | BG Pathum United           | 22          | 4     |

### Selección nacional
Debutó con Tailandia el 15 de Mayo de 2010 en un partido amistoso ante Sudáfrica en el que fue titular que terminó con derrota por 0-4. Chananan jugó también con la selección sub-23 en los Juegos Asiáticos de 2014 donde anotó un gol. Ganó dos medallas de oro en los Juegos del Sudeste Asiático y fue goleador en la edición de 2015. También jugó en la Copa Suzuki AFF 2018 y la Copa Asiática 2019.

## Logros

### Club
- Thai League 1: 2009
- Thailand Champions Cup: 2023

### Selección nacional
- AFF U-19 Youth Championship: 2009
- Juegos del Sudeste Asiático: 2013, 2015